# Nibbiano
Nibbiano (piacentinisch Nibian) ist eine Fraktion und Gemeindesitz der italienischen Gemeinde (comune) Alta Val Tidone in der Provinz Piacenza, Region Emilia-Romagna.

## Geografie
Der Ort liegt etwa 33 Kilometer westsüdwestlich von Piacenza auf einer Höhe von 290 m s.l.m. auf der orographisch linken Uferseite des vom Torrente Tidone durchflossenen gleichnamigen Tales im nördlichen Apennin, unweit der Grenze zur Provinz Pavia in der Lombardei.  

## Geschichte
Der Ortsteil Trebecco wurde bereits 971 als Castrum de Durobecho genannt, während Neblano erstmals 1029 erscheint. Nibbiata war bis 2017 eine eigenständige Gemeinde und schloss sich am 1. Januar 2018 mit den Nachbargemeinden Caminata und Pecorara zur neuen Gemeinde Alta Val Tidone zusammen. Zum Gemeindegebiet von Caminata gehörten auch die Ortsteile Corticelli, Genepreto, Pieve Stadera, Sala Mandelli, Strà, Tassara, Trebecco und Trevozzo. Nibbiano ist der Verwaltungssitz der Berggemeinschaft Comunità Montana valle del Tidone. Nordwestlich von Trebecco liegt der künstliche Lago di Trebecco, der eine Kapazität von etwa 12,5 Millionen Kubikmeter Wasser hat. Der Wasservorrat dient zur Bewässerung und zur Stromerzeugung durch Wasserkraft.

## Verkehr
An Nibbiano führt die frühere Staatsstraße 412 della Valle Tidone (heute die Provinzstraße 412R) von Noverasco bei Mailand zum Passo Penice vorbei.